# Marie Barsacq
Marie Barsacq (ur. 3 sierpnia 1973 w Dax) – francuska działaczka sportowa i prawniczka, dyrektorka w komitecie organizacyjnym Letnich Igrzysk Olimpijskich 2024, od 2024 minister sportu, młodzieży i aktywności społecznych.

## Życiorys
Z wykształcenia prawniczka, absolwentka Centre de droit et d’économie du sport na Université de Limoges. Przez dziesięć lat pracowała we Francuskim Narodowym Komitecie Olimpijskim i Sportowym. Następnie przeszła do Fédération Française de Football, gdzie odpowiadała za organizację instytutu szkoleniowego, a później pełniła funkcję zastępczyni dyrektora generalnego FFF do spraw amatorskiej piłki nożnej. W 2015 objęła stanowisko dyrektora do spraw wpływu i dziedzictwa w komitecie promującym kandydaturę Paryża jako organizatora Letnich Igrzysk Olimpijskich 2024. Następnie pełniła tę samą funkcję w komitecie organizacyjnym tych igrzysk.
W grudniu 2024 dołączyła do nowo powstałego rządu François Bayrou, obejmując w nim stanowisko ministra sportu, młodzieży i aktywności społecznych.